# میتویدا
شهر میتوایدا (به آلمانی: Mittweida) در ایالت زاکسن در کشور آلمان واقع شده‌است.